# 錫羅蒂內 (斯瓦托韋區)
50°3′22″N 38°15′43″E / 50.05611°N 38.26194°E
锡羅蒂內（烏克蘭語：Сиротине）是位於烏克蘭東部的村莊，由盧甘斯克州斯瓦托韋區的特羅伊齊克市鎮負責管轄。該村始建於1778年，面積0.04平方公里，海拔高度100米，2001年人口568，人口密度每平方公里1,623人。